# 小行星9349
小行星9349（英語：9349 Lucas）是一颗围绕太阳公转的小行星。1991年9月30日，罗伯特·H·麦克诺特在赛丁泉山发现了此天体。
这颗小行星的绝对星等为217.72427等。